# Остана
Оста̀на (на италиански: Ostana; на пиемонтски: Ostan-a, Остан-а, на окситански: Oustano, Оустано) е село и община в Северна Италия, провинция Кунео, регион Пиемонт. Разположено е на 1250 m надморска височина. Населението на общината е 74 души (към 2010 г.).